# Duck Rock
Duck Rock è un album in studio del cantante e produttore discografico Malcolm McLaren pubblicato nel 1983.
I singoli tratti da Duck Rock sono Buffalo Gals, il brano più noto del disco, Soweto, Double Dutch e Duck for the Oyster.

## Il disco
L'album fonde musica hip hop con registrazioni su nastro di musica etnica proveniente da varie parti del mondo, soprattutto sudamericana e sudafricana. Fra gli ospiti più celebri che parteciparono alle sessioni dell'album vi sono Thomas Dolby, gli Art of Noise e il produttore Trevor Horn.
Oltre a ricevere buoni riscontri di critica, l'album ebbe grande importanza nel diffondere la cultura hip hop ad un pubblico di massa.
L'"artwork" di Duck Rock venne realizzato da Keith Haring, Dondi White e Nick Egan.

## Tracce
1. Obatala – 3:36
2. Buffalo Gals – 5:01
3. Double Dutch – 3:55
4. Merengue – 5:26
5. Punk It Up – 4:29
6. Legba – 3:37
7. Jive My Baby – 3:56
8. Song For Chango – 4:51
9. Soweto – 3:53
10. World's Famous – 1:41
11. Duck For The Oyster – 2:57

## Formazione
Essendo in buona parte composto da numerose registrazioni di musicisti anonimi di varie parti del mondo, alcuni strumentisti non rientrano nei crediti del disco.
- Malcolm McLaren – voce
- Sedivine the Mastermind – giradischi, voce
- Just Allah the Superstar – giradischi, voce
- Trevor Horn – produzione, missaggio, sezioni ritmiche
- Anne Dudley – arrangiamenti, tastiera
- Thomas Dolby – tastiera
- Gary Langan – scacciapensieri
- J. J. Jeczalik – sintetizzatore
- David Birch – chitarra